# 车屋绅太郎
车屋绅太郎（1992年4月5日—），日本職業足球員，現效力於日職球隊川崎前鋒，前日本國家足球隊成員。

## 俱樂部生涯
车屋绅太郎曾代表大津高校出战过第87、89届两届全國高等學校足球錦標賽。司职中场，进入筑波大学之后就在后卫线。在川崎前锋，他从第一年起就夺得进攻型边卫的主力位置。
在筑波大学时代，车屋绅太郎就受到了川崎前锋现任主教练风间八宏的赏识，对于战术的理解有着很大的提高，2014年被特别指定进入职业球员时代， 2015年在球队的第一年，从揭幕战开始连续9场首发，在赛季途中因为受伤一度离队疗伤，但还是入选了日本国家队征战东亚杯的后备球员名单，可惜最终没有获得征战的机会。
本赛季，车屋绅太郎成为了川崎的主力左后卫，表现稳定，为球队出场31次，还有过1粒进球4次助攻，技术出色是他最大的特点，在客场与湘南比马的比赛充分体现了其极其出色的脚下技术，先是人球分过突入禁区小角度射门得手，这粒漂亮的进球也是他职业生涯的首粒进球，下半场又是他在左路精彩的突破下底传中，帮助大久保嘉人扩大了领先的优势，最终也帮助球队全取三分，他精彩的表现以及出色的技术能力得到了大家的一致认可。

## 國家隊生涯
川崎前锋车屋绅太郎入选了本期哈里霍季奇日本国家队大名单，这也是他首次入选日本国家队。
他出色的表现也让他入选了日本国家队。他在日本9月与哥斯达黎加的麒麟杯赛中，于比赛第79分钟替补出场。此前他也曾入选哈利霍季奇的日本队大名单，并曾有望入选俄罗斯世界杯的名单。

## 外部連結
- 车屋绅太郎的X（前Twitter）
- National Football Teams （页面存档备份，存于）